# Nikolaï Goubenko
Nikolaï Nikolaïevitch Goubenko (en russe : Николай Николаевич Губенкo) est un acteur, scénariste et réalisateur soviétique et russe, né le 17 août 1941 à Odessa, alors en URSS, actuellement en Ukraine, et mort le 16 août 2020 à Moscou. 

## Biographie
Diplômé de la faculté d'acteurs de l'Institut national de la cinématographie (VGIK) en 1964, puis de celle de la réalisation en 1969, Nikolaï Goubenko est d'abord acteur au théâtre et au cinéma où il débute dans J'ai vingt ans de Marlen Khoutsiev. Il obtient, par ailleurs, un rôle important dans Je demande la parole de Gleb Panfilov (1975). Il réalise son premier long métrage en 1971 : Un soldat revient du front (Prichol soldat s fronta), racontant l'histoire d'un homme cherchant à reconstruire son village détruit par les bombardements de la guerre. Les Orphelins (Podranki, 1976), largement autobiographique, épouse le même thème, mais avec, sans doute, plus de réussite. Ses films suivants sont « d'une tonalité plus légère. » (Marcel Martin). De la vie des estivants (1982) et Et la vie, et les larmes et l'amour baignent dans une atmosphère toute tchékhovienne.  
Il est membre du Parti communiste de l'Union soviétique à partir de 1987. Après avoir occupé les fonctions de directeur du théâtre d'avant-garde Taganka, fondé par Iouri Lioubimov, alors en disgrâce auprès des dirigeants soviétiques (1987-1989), Nikolaï Goubenko occupe le poste de ministre de la Culture de l'Union soviétique du 21 novembre 1989 au 14 novembre 1991. Nikolaï Goubenko est membre du Parti communiste de la fédération de Russie dès sa création en 1993 et député à la Douma d'État de 1995 à 2003, puis à celle de Moscou de 2005 à sa mort.
De 2001 à 2006, au Conseil auprès du Président de la Fédération de Russie pour la culture et l'art.
En 2005, il est élu à la Douma de la ville de Moscou en tant que représentant du Parti communiste de la Fédération de Russie. Lors des élections de 2009 à la Douma de la ville de Moscou, il figure parmi les trois premiers candidats sur la liste électorale du Parti communiste de Russie (PCRF).
Depuis le 21 octobre 2009, il est vice-président de la Douma de la ville de Moscou.
Il décède à Moscou après une longue maladie le 16 août 2020, à la veille de son 79e anniversaire. Il est inhumé au cimetière de Kuntsevo.

## Filmographie
En tant que réalisateur
- 1968 : Nastassia et Fomka (ru) (Настасья и Фомка)
- 1971 : Un soldat revient du front (Пришёл солдат с фронта)
- 1974 : Si tu veux être heureux (ru) (Если хочешь быть...счатливым)
- 1977 : Les Orphelins (Подранки)
- 1982 : De la vie des estivants (Из жизни отдыхающих)
- 1984 : Et la vie, et les larmes et l'amour (И жизнь, и слёзы, и любовь)
- 1988 : Zone interdite (Запретная зона) [Zapretnaïa zona]

En tant qu'acteur
- 1965 : J'ai vingt ans
- 1975 : Ils ont combattu pour la patrie
- 1977 : Les Orphelins (Подранки)

## Prix et honneurs
- Prix du Komsomol en 1972
- Prix des frères Vassiliev en 1973 pour le film Un soldat revient du front
- Artiste du Peuple de la RSFS de Russie en 1985
- Ordre de l'Amitié en 2015